# دارکو بیدوف

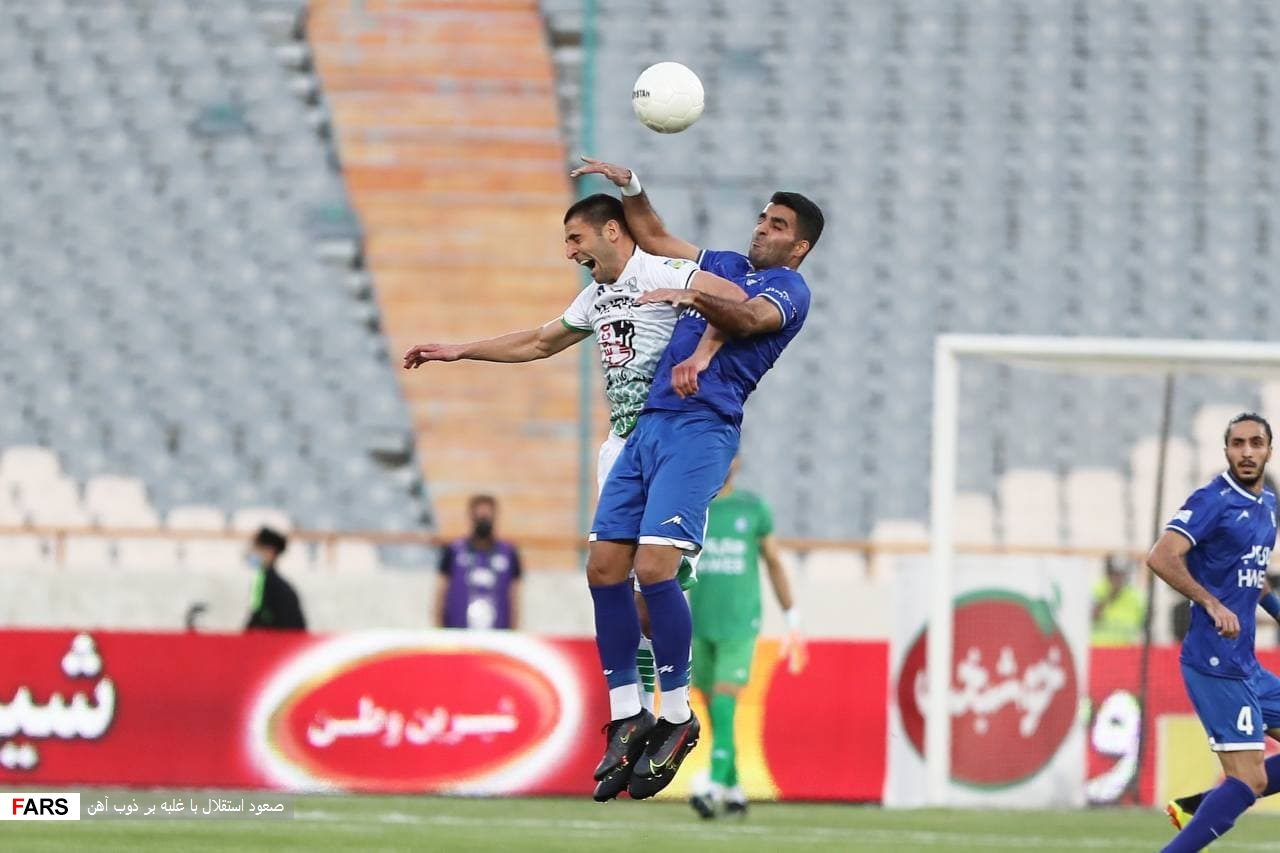
دارکو بیدوف در سال ۱۴۰۰

دارکو بیدوف (انگلیسی: Darko Bjedov؛ زادهٔ ۲۸ مارس ۱۹۸۹) بازیکن فوتبال اهل صربستان است.
از باشگاه‌هایی که در آن بازی کرده‌است می‌توان به خنت، وویوودینا، آتیراو، ذوب‌آهن اشاره کرد.